# Église Saint-Sulpice de Meyronne
L'église Saint-Sulpice de Meyronne est une église catholique située à Meyronne, en France.

## Localisation
L'église est située dans le département français du Lot sur le territoire de la commune de Meyronne.

## Historique
En 1097, l'évêque de Cahors donne l'église à l'abbaye de Tulle qui en fait un prieuré.
Après la création de l'évêché de Tulle, en 1317, Meyronne devient un lieu de résidence de ses évêques et qui construisent un château. L'église fait alors partie de l'ensemble castral.
L'abside est reconstruite pour Clément de Brillac, évêque de Tulle entre 1495 et 1514, dont les armes ont été sculptées sur une clef de voûte.
L'église est devenue paroissiale après la Révolution. Elle a été agrandie entre 1874 et 1881. Son orientation a été modifiée. Elle est orientée nord-sud. L'abside et la première travée de la priorale sont devenues les chapelles latérales de la nouvelle église. La clef de voûte de la croisée porte les armes de l'évêque de Cahors Pierre-Alfred Grimardias (1866-1896), et celle de l'abside, les armes du pape Léon XIII.
L'édifice a été inscrit au titre des monuments historiques le 21 juin 1952.
Une statue du Christ en croix et les fonts baptismaux sont référencés dans la base Palissy.